# Giấy in báo

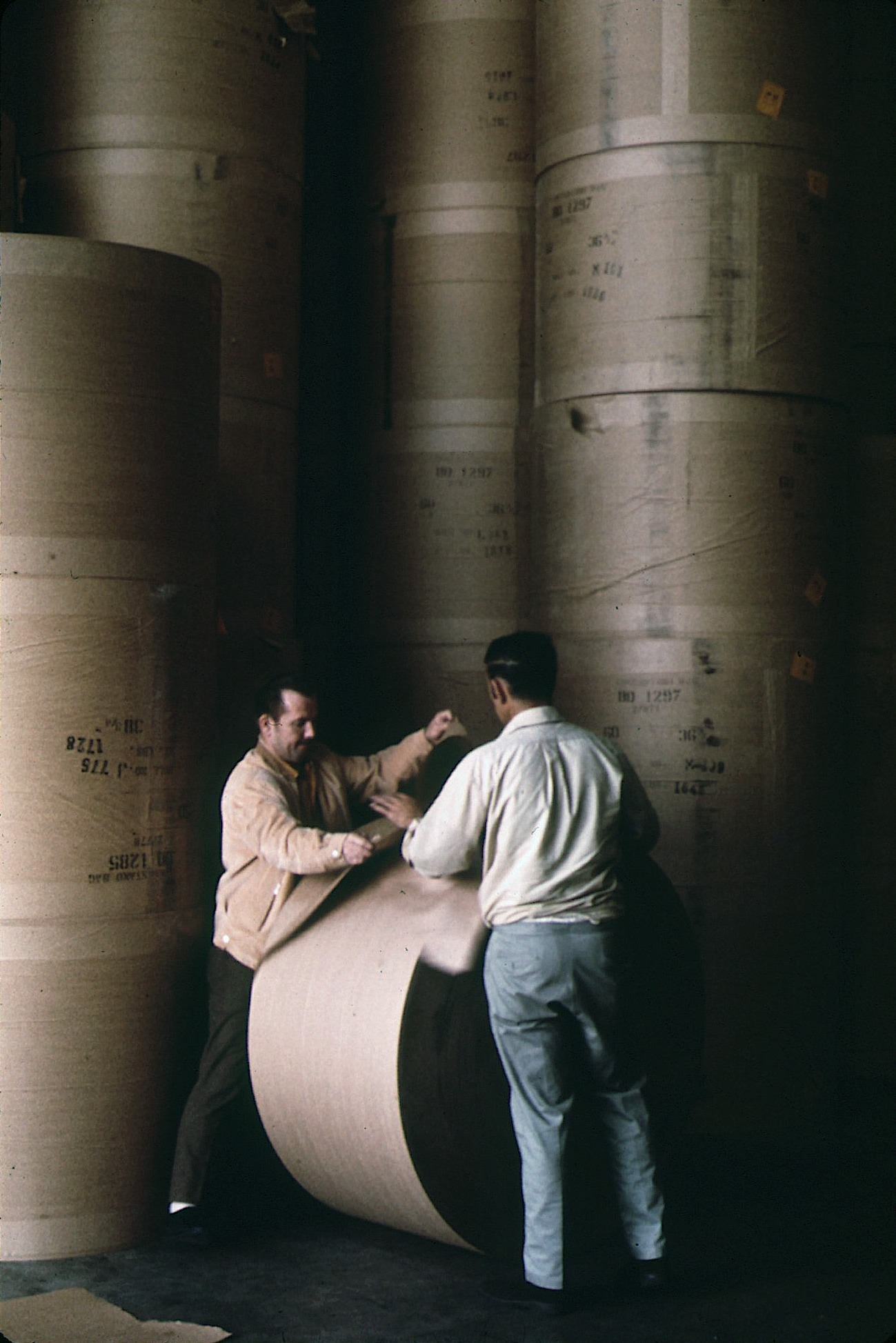
Giấy in báo

Giấy in báo là giấy không tráng có tỷ trọng sợi gỗ (không bao gồm sợi tre nứa) thu được từ phương pháp chế biến cơ học hoặc cơ-hóa học ≥ 65% tổng trọng lượng sợi, không hồ hoặc hồ rất mỏng, có độ ráp bề mặt Parker Print Surt (IMPa) trên 2.5 micromet, trọng lượng riêng ≥ 40g/m² nhưng ≤ 65g/m², phục vụ mục đích in báo. Giấy in báo có thể ở dạng tờ rời hoặc cuộn.

## Các khái niệm
- Bột giấy từ gỗ, sản xuất bằng phương pháp cơ học: gỗ được tán, nghiền, xát, nạo qua máy mài, được phun nước và đưa thẳng vào sản xuất giấy. Đặc điểm chung là sợi tương đối ngắn, nên độ bền không cao.
  - SGW: Bột từ máy tách xơ
  - PGW: Bột từ máy tách xơ dưới áp lực
  - RMP: Bột từ máy tinh chế
  - TMP: Bột từ máy tinh chế sau khi xử lý nhiệt gỗ bằng hơi nước dưới áp suất cao
- Bột giấy từ gỗ, sản xuất bằng phương pháp cơ - hóa học: